# جاكوب هان
جاكوب هان (بالإنجليزية: Jacob Hahn)‏ هو شخصية أعمال وسياسي أمريكي، ولد في 10 أكتوبر 1879، وتوفي في 24 مارس 1970. انتخب عضو جمعية ولاية ويسكونسن.